# ویتوریو چکی گوری
ویتوریو چکی گوری (ایتالیایی: Vittorio Cecchi Gori؛ زادهٔ ۲۷ آوریل ۱۹۴۲) یک کارآفرین، سیاستمدار و تهیه‌کننده فیلم اهل ایتالیا است.
در فلورانس ایتالیا به دنیا آمد. وی پسر ماریو چکی گوری است. وی تهیه‌کننده تعداد زیادی فیلم بوده است از جمله ایل پوستینو: پستچی (۱۹۹۴) که نامزد جایزه اسکار بهترین فیلم شده است و زندگی زیباست (۱۹۹۷) که برنده جایزه اسکار بهترین فیلم بین‌المللی شده است. از دیگر فیلم‌های او می‌توان به بانیوماریا، مومو، آغوش و بوسه، امشب در منزل آلیس، و اینک سکس، فانتوتزی ۲۰۰۰ – شبیه‌سازی، اتاق‌خواب‌ها، لعنت به روزی که تو را ملاقات کردم، هم‌کلاسی‌ها، راه حل سوم، تعطیلات در آمریکا و فروشگاه بزرگ اشاره کرد.
وی همچنین سناتور از حزب خلق ایتالیا بوده است.
از سال ۱۹۹۳ تا ۲۰۰۲ مالک باشگاه فوتبال فیورنتینا بود.